# Tripsacum manisuroides
Tripsacum manisuroides är en gräsart som beskrevs av De Wet och J.R.Harlan. Tripsacum manisuroides ingår i släktet Tripsacum och familjen gräs. Inga underarter finns listade i Catalogue of Life.